# 町田市民ホール
町田市民ホール（まちだしみんホール）は、東京都町田市森野にあるホール。町田市役所に隣接されている。

## 概要
1972年（昭和47年）に建設された日米富士自転車のボウリング場「日米ボウル」を改修し、1978年（昭和53年）10月開館。ホールは862席収容。
指定管理者制度に基づき、町田市文化施設指定管理共同事業体（一般財団法人 町田市文化・国際交流財団、和光産業株式会社）が管理運営を行っている。
町田市の成人式は、1978年（昭和53年）まで当時の町田市立体育館（建て替えを経て、現在のサン町田旭体育館）で行われていたが、1979年（昭和54年）から1990年（平成2年）までは町田市民ホールが会場として使用されていた。但し、会場の収容人数の都合から、当時は午前と午後の二部に分けて開催されていた。その後、南成瀬の町田市立総合体育館が完成したのに伴い、1991年（平成3年）からは同体育館にて成人式が行われている。
2012年（平成24年）7月には、町田市民ホールの西側にあった旧日米富士自転車 町田工場跡地に町田市役所の新庁舎が完成し、中町一丁目から庁舎を移転した。
施設や設備類の老朽化等に伴って、2014年（平成26年）11月から2015年（平成27年）3月まで全館を休館して大規模な改修工事が実施され、2015年（平成27年）4月1日にリニューアルオープンした。2021年（令和3年）11月から2023年（令和5年）1月まで再度改修工事のため全館休館し、2023年（令和5年）2月1日にリニューアルオープンした。

## 交通
- 小田急小田原線町田駅西口から徒歩7分
- 東日本旅客鉄道（JR東日本）横浜線町田駅北口から徒歩10分
- 神奈中バス「町田市役所市民ホール前」停留所下車徒歩1分